# Sindrome di Langer-Giedion
La sindrome di Langer-Giedon è una malattia genetica a trasmissione autosomica dominante causata da una delezione genica a livello del cromosoma 8.

## Clinica
I pazienti possono presentare:
- sordità
- alterazioni somatiche
  - assottigliamento del labbro superiore e dei capelli,
  - bassa statura,
  - iperostosi
  - brachidattilia
- ritardo psicomotorio di varia entità

## Terapia
Non esistono cure definitive, pertanto il trattamento è esclusivamente sintomatico e funzionale. Per la sordità può rendersi necessaria l'installazione di un apparecchio acustico. Per l'iperostosi può essere necessario un intervento chirurgico di rimozione del tessuto osseo sovrabbondante.

## Altre immagini

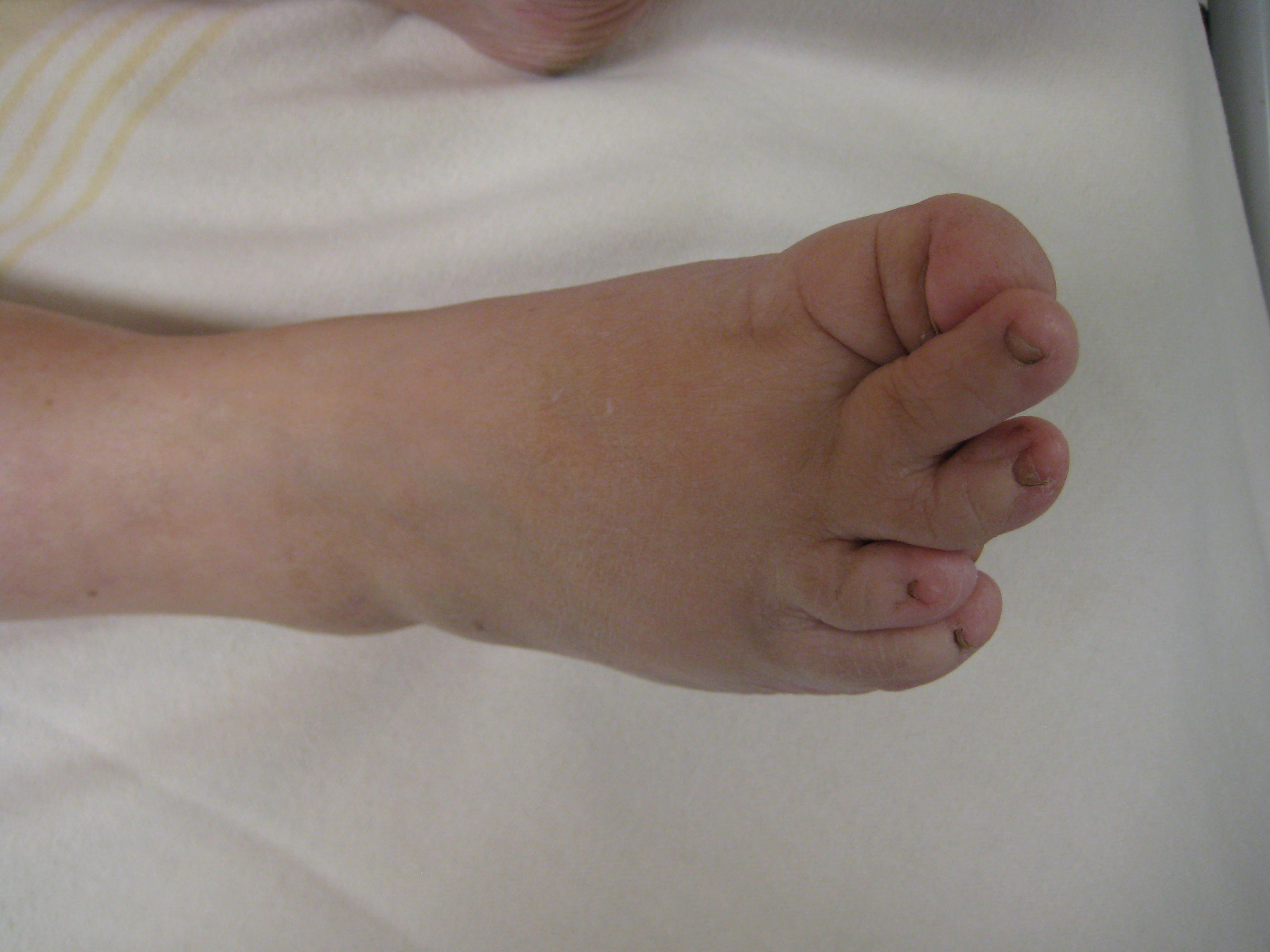
Piede destro caratteristico in persona affetta da sindrome di Langer-Giedon
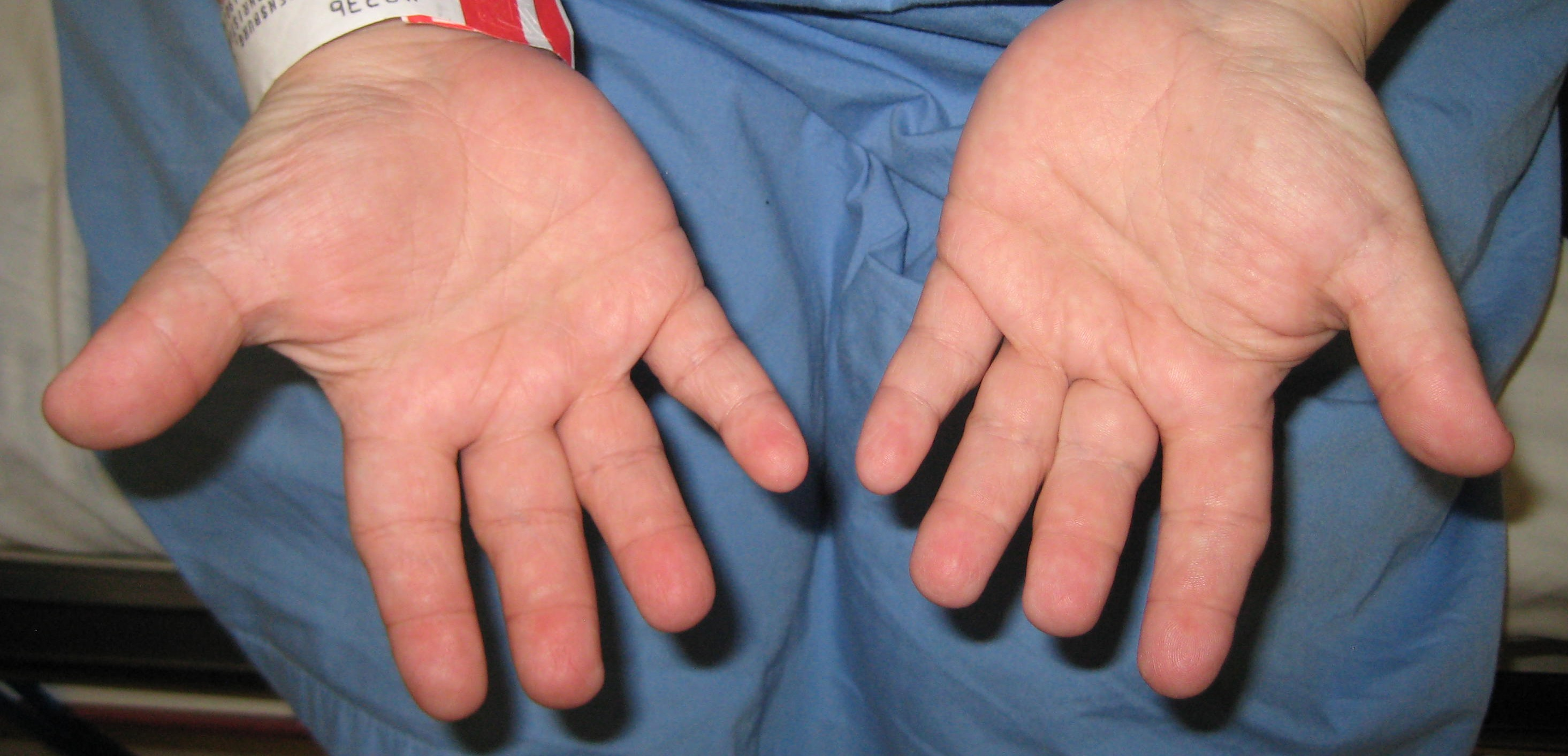
Mani e dita caratteristiche in persona affetta da sindrome di Langer-Giedon